# Една нощ в операта
„Една нощ в операта“ (на английски: A Night at the Opera) е американска комедия от 1935 година с участието на братята Маркс, Кити Карлайл, Алън Джоунс, Маргарет Дюмон, Сиг Руман и Уолтър Улф Кинг. Това е първият от петте филма на братята Маркс, направени от Metro-Goldwyn-Mayer след напускането им в Paramount Pictures, и първия филм, който Зипо Маркс напуска действието. Филмът е по сценарий на Джордж С. Кауфман и Мори Рискайнд и по идея на Джеймс Кевин МакГинес, с диалог на Ал Боасбърг. Режисиран е от Сам Ууд.
Филмът излиза на екран на 15 ноември 1935 г.

## В ролите
| Актьор            | Роля              |
| ----------------- | ----------------- |
| Граучо Маркс      | Отис Б. Дрифтууд  |
| Харпо Маркс       | Томасо            |
| Чико Маркс        | Фиорело           |
| Кити Карлайл      | Роза Касталди     |
| Алън Джоунс       | Рикардо Барони    |
| Маргарет Дюмон    | Госпожа Клейпул   |
| Сиг Руман         | Хърман Готлиб     |
| Уолтър Улф Кинг   | Родолфо Ласпари   |
| Робърт Емет Конър | Сержант Хендерсън |
| Едуард Кийн       | Капитанът         |
| Прунел Прат       | Кметът            |